# 결혼사진

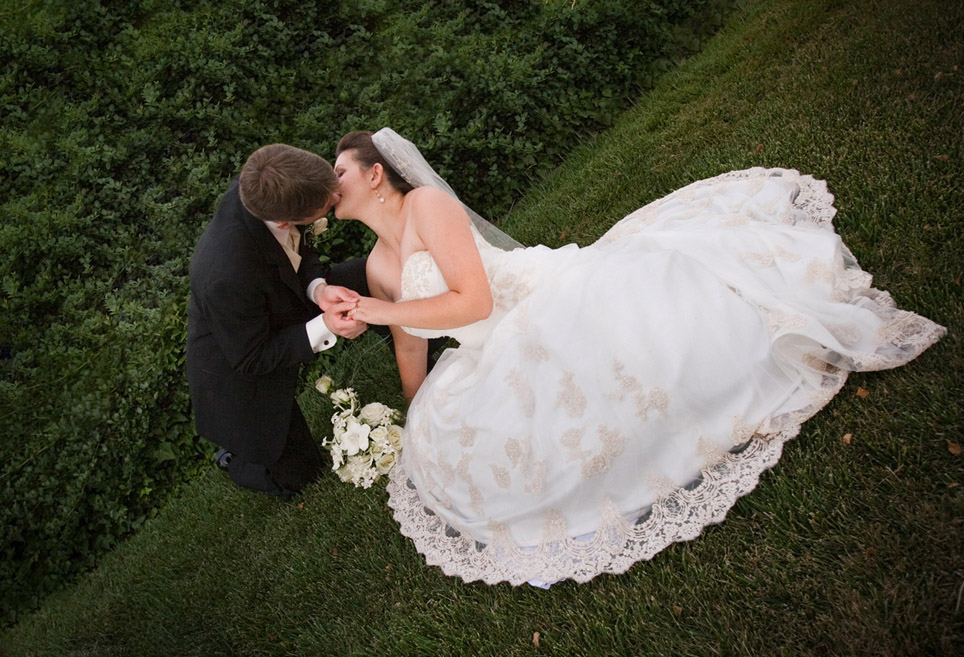

결혼사진(結婚寫眞)은 결혼할 때 찍는 사진으로, 신랑과 신부는 각각 턱시도와 웨딩 드레스를 입는 것이 일반적이다. 약혼 시기를 포함한 결혼식과 관련한 사건과 활동들의 사진에 주 초점을 둔다. 공식 결혼식날에 결혼일의 각기 다른 결혼 사건들과 의식을 문서화할 수 있도록 사진가는 인물사진, 기록사진의 제공을 시도한다.
사진의 저작권 보유자는 사진 서비스의 연락처에 명시적으로 언급되어 있다. 이러한 문구가 없으면 사진 저작권 보유자는 저작권법이 나라마다 다르므로 수반되는 국가에 종속된다.

## 역사
사진 기술 자체와 마찬가지로 웨딩 사진 촬영 관행도 1826년 조제프 니세포르 니에프스가 사진 예술 형식을 발명한 이후 진화하고 성장해 왔다. 사실, 그로부터 약 14년 후에 기록된 초기 사진은, 1840년 빅토리아 여왕과 앨버트 왕자의 결혼식을 카메라로 재현한 것일 수도 있다. 그러나 사진 촬영 초기에는 대부분의 초라한 재산을 가진 커플은 실제 결혼식 자체를 기록하기 위해 사진사를 고용하지 않았다. 19세기 후반까지 대부분의 사람들은 결혼식 중에 공식적인 결혼식 사진을 찍기 위해 포즈를 취하지 않았다. 오히려 결혼식 전후에 가장 좋은 옷을 입고 포멀한 사진을 찍을 수도 있다. 1860년대 후반에는 더 많은 커플들이 결혼식 예복을 입고 포즈를 취하기 시작했고 때로는 사진사를 고용해 결혼식장을 방문하기도 했다.
부피가 큰 장비와 조명 문제로 인해 웨딩 사진 촬영은 19세기 후반 대부분의 스튜디오에서 이루어졌다. 시간이 지남에 따라 기술이 향상되었지만 여전히 많은 커플은 단 하나의 결혼식 초상화만을 위해 포즈를 취한다. 1880년대부터 결혼식 앨범이 더 보편화되기 시작했고, 사진가는 때때로 결혼식 파티를 사진에 포함시키곤 했다. 종종 결혼 선물도 사진에 배치되고 기록된다.
20세기 초에 컬러 사진이 가능해졌지만 여전히 신뢰성이 떨어지고 비용이 많이 들기 때문에 대부분의 웨딩 사진은 여전히 흑백으로 진행되었다. 결혼식 '행사'를 포착한다는 개념은 제2차 세계대전 이후에 생겨났다. 컴팩트 플래시 전구의 발명으로 가능해진 필름 롤 기술과 향상된 조명 기술을 사용하여 사진작가들은 종종 결혼식에 참석하고 나중에 사진을 팔려고 했다. 초기의 낮은 품질의 사진에도 불구하고 경쟁으로 인해 스튜디오 사진가들은 현장에서 작업을 시작해야 했다.
처음에는 전문 스튜디오 사진작가가 부피가 큰 장비를 많이 가져오므로 전체 이벤트를 녹화하는 능력이 제한될 수 있다. 심지어 자연 그대로 찍힌 사진도 행사 후에는 더 자주 촬영되었다. 1970년대에는 전체 결혼식 행사를 기록하는 보다 현대적인 접근 방식이 오늘날 우리가 알고 있는 "기록사진" 스타일의 사진을 포함하여 관행으로 발전하기 시작했다.

## 같이 보기
- 웨딩 플래너